# Jiří Skalák
Jiří Skalák (ur. 12 marca 1992 w Pardubicach) – czeski piłkarz grający na pozycji prawego pomocnika. Od 2014 roku jest zawodnikiem klubu Brighton & Hove Albion.

## Kariera klubowa
Swoją karierę piłkarską Skalák rozpoczął w klubie Sparta Praga. W 2009 roku awansował do zespołu rezerw Sparty. 8 maja 2010 zadebiutował w nich w drugiej lidze czeskiej w zremisowanym 0:0 wyjazdowym meczu z FC Graffin Vlašim.
W 2011 roku Skalák został wypożyczony do słowackiego MFK Ružomberok. Swój debiut w nim zaliczył 20 sierpnia 2011 w zremisowanym 1:1 wyjazdowym meczu z Tatranem Preszów. W Ružomberoku grał przez rok.
Latem 2012 Skalák wrócił do Sparty i 12 sierpnia 2012 zadebiutował w niej w pierwszej lidze czeskiej w wygranym 4:1 wyjazdowym meczu z 1. FC Slovácko. W trakcie sezonu 2012/2013, w którym Sparta została wicemistrzem Czech, został wypożyczony do Slovácko, w którym swój debiut zaliczył 4 marca 2013 w domowym spotkaniu z Duklą Praga (0:0).
Sezon 2013/2014 Skalák rozpoczął od występów w Sparcie, która zdobyła Puchar i mistrzostwo Czech. Jeszcze w sierpniu 2013 wypożyczono go do Zbrojovki Brno. 26 sierpnia 2013 zaliczył w niej debiut w przegranym 1:2 wyjazdowym meczu z Baníkiem Ostrawa. W Zbrojovce grał rok.
Latem 2014 Skalák został wypożyczony do FK Mladá Boleslav. 27 lipca 2014 zadebiutował w nim w wygranym 1:0 wyjazdowym meczu z Vysočiną Igława. W 2015 roku został wykupiony przez FK Mladá Boleslav.
| Sezon   | Klub                   | Kraj     | Rozgrywki      | Mecze | Gole | Puchay Krajowe                        | Mecze | Gole |
| ------- | ---------------------- | -------- | -------------- | ----- | ---- | ------------------------------------- | ----- | ---- |
| 2009/10 | Sparta Praga B         | Czechy   | II liga        | 4     | 0    | -                                     | -     | -    |
| 2010/11 | Sparta Praga B         | Czechy   | II liga        | 25    | 3    | -                                     | -     | -    |
| 2011/12 | MFK Ružomberok         | Słowacja | I liga         | 27    | 3    | -                                     | -     | -    |
| 2012/13 | Sparta Praga           | Czechy   | I liga         | 7     | 0    | Puchar Czech                          | 1     | 0    |
| 2012/13 | 1. FC Slovácko         | Czechy   | I liga         | 9     | 0    | Puchar Czech                          | 2     | 0    |
| 2013/14 | Sparta Praga           | Czechy   | I liga         | 3     | 0    | -                                     | -     | -    |
| 2013/14 | Zbrojovka Brno         | Czechy   | I liga         | 24    | 3    | Puchar Czech                          | 7     | 1    |
| 2014/15 | FK Mladá Boleslav      | Czechy   | I liga         | 24    | 6    | Puchar Czech                          | 4     | 3    |
| 2015/16 | FK Mladá Boleslav      | Czechy   | I liga         | 6     | 0    | Puchar Czech                          | 2     | 1    |
| 2015/16 | Brighton & Hove Albion | Anglia   | Championship   | 21    | 2    | -                                     | -     | -    |
| 2016/17 | Brighton & Hove Albion | Anglia   | Championship   | 31    | 0    | Puchar Ligi Angielskiej Puchar Anglii | 1     | 0    |
| 2017/18 | Brighton & Hove Albion | Anglia   | Premier League | 0     | 0    | Puchar Ligi Angielskiej               | 2     | 0    |

## Kariera reprezentacyjna
Skalák grał w młodzieżowych reprezentacjach Czech. W 2011 roku wystąpił z reprezentacją Czech U-19 na Mistrzostwach Europy U-19. Wywalczył na nich wicemistrzostwo Europy. Z kolei w 2015 roku był w kadrze U-21 na Mistrzostwa Europy U-21.
W dorosłej reprezentacji Czech Skalák zadebiutował 3 września 2015 w wygranym 2:1 meczu eliminacji do Euro 2016 z Kazachstanem, rozegranym w Pilźnie.